# Dejan Nebrigić
Dejan Nebrigić (en cirílico serbio: Дејан Небригић; 29 de diciembre de 1970-29 de diciembre de 1999) fue un activista por la paz y homosexual serbio, escritor y crítico de teatro. Era conocido como el iniciador del primer juicio por discriminación homofóbica en Serbia. Fue uno de los fundadores del movimiento LGBT en Serbia.

## Activismo
Junto con Lepa Mlađenović, Miodrag Kojadinović y otros siete signatarios (diez en total), Nebrigić participó en la fundación de Arkadija, la primera organización LGBT en Serbia en 1990. Al año siguiente, Nebrigić fue uno de los fundadores y coeditores (con Hamdija Demirović y Dubravka Knežević) de la revista contra la guerra Pacifik, donde escribió sobre temas de homosexuales y lesbianas. Nebrigić participó activamente en el Centro de Acción Contra la Guerra, que también se fundó en 1991.
Nebrigić también fue miembro de la organización Mujeres de Negro ("Women in Black"). Fue liberado de servir en el ejército, ya que informó al comité de reclutamiento que era homosexual. Fue el primer activista contra la guerra en hablar públicamente sobre su sexualidad en los medios.
En 1997, en el periódico Symposion de Novi Sad, publicado en húngaro, el publicó un diario de viaje París-Nueva York de temática gay. Al año siguiente publicó el Diccionario del laberinto, de contenido parafilosófico. En 2001, ambos textos se publicarán como libro díptico en la editorial "Rende", bajo la edición LGBTQ editada por Vladimir Arsenijević y Dušan Maljković. Nebrigić también publicó trabajos en revistas como Uznet, KulturTreger y ProFemina.
De 1998 a 1999, Nebrigić fue el director ejecutivo de la Campaña contra la Homofobia, que contó con el apoyo del Fondo de Derecho Humanitario y la Asociación Europea de la Juventud. Durante este período produjo cuatro informes que analizan la homofobia en Serbia y cubren otros temas relevantes para el activismo LGBT.

## Demanda y asesinato
En abril de 1999 Nebrigić presentó una demanda contra Vlastimir Lazarov por llamarlo y acosarlo repetidamente y amenazar su seguridad. Lazarov era el padre de Milan Lazarov, el exnovio de Nebrigić, quien culpó a Nebrigić por el hecho de que su hijo era gay. Nebrigić informó a la policía varias veces, pero los agentes de policía lo golpearon e insultaron en un automóvil oficial. Posteriormente, el fiscal de turno se negó a representar a Nebrigić alegando que era gay. La audiencia estaba programada para noviembre de 1999, pero se retrasó debido a la enfermedad de un juez.
En la noche del 29 de diciembre de 1999, en su 29 cumpleaños, Dejan Nebrigić fue asesinado en su apartamento en Pančevo. La investigación encontró que había sido asesinado por Milan Lazarov.
Los activistas alegaron que el gobierno serbio, que había sido hostil a los movimientos disidentes y al lobby de los derechos civiles de los homosexuales, utilizó el asesinato de Nebrigić como propaganda contra los derechos de los homosexuales y antioccidental. En una entrevista con el tabloide progubernamental serbio Politika Express, Reuters informó que Nedeljko Martinović, el juez de instrucción que llevó el caso, afirmó que el movimiento por los derechos de los homosexuales era "en efecto, una 'puerta de entrada' para todo tipo de sectas que realizaban una guerra especial contra nuestro país". Esto llevó a los colegas de Nebrigić a creer que su asesinato fue resultado directo de su activismo.

## Reconocimientos
En 2000 recibió de manera póstuma el Premio Felipa de Souza, otorgado por la Comisión Internacional Gay y Lesbiana de Derechos Humanos.